# Accident aérien

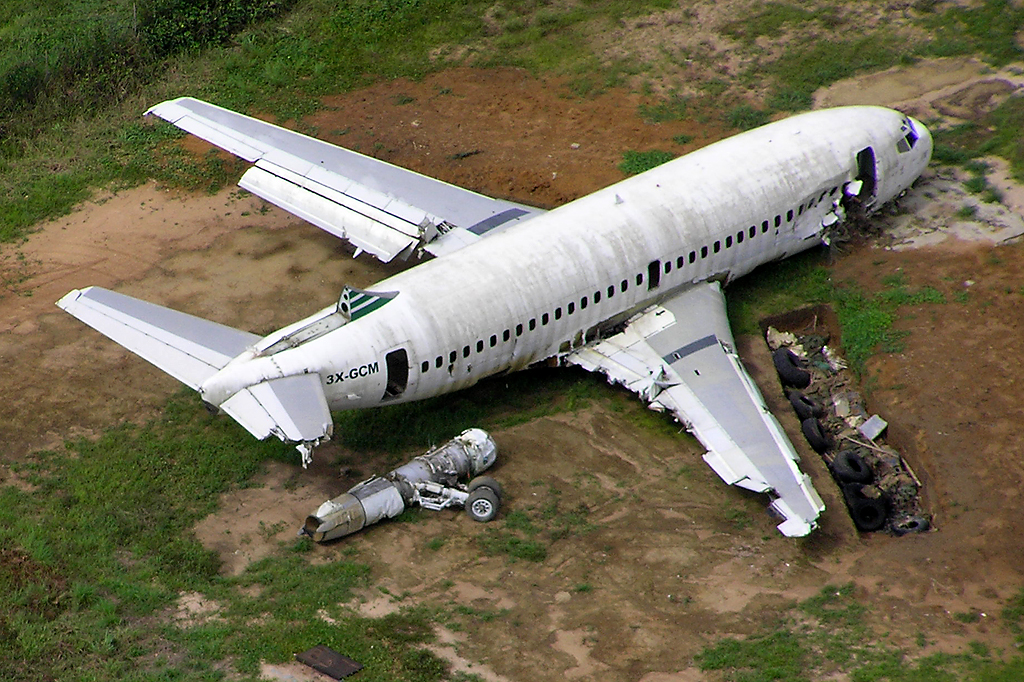
Un Boeing 737 d'Air Guinée Express accidenté le 11 août 2004.

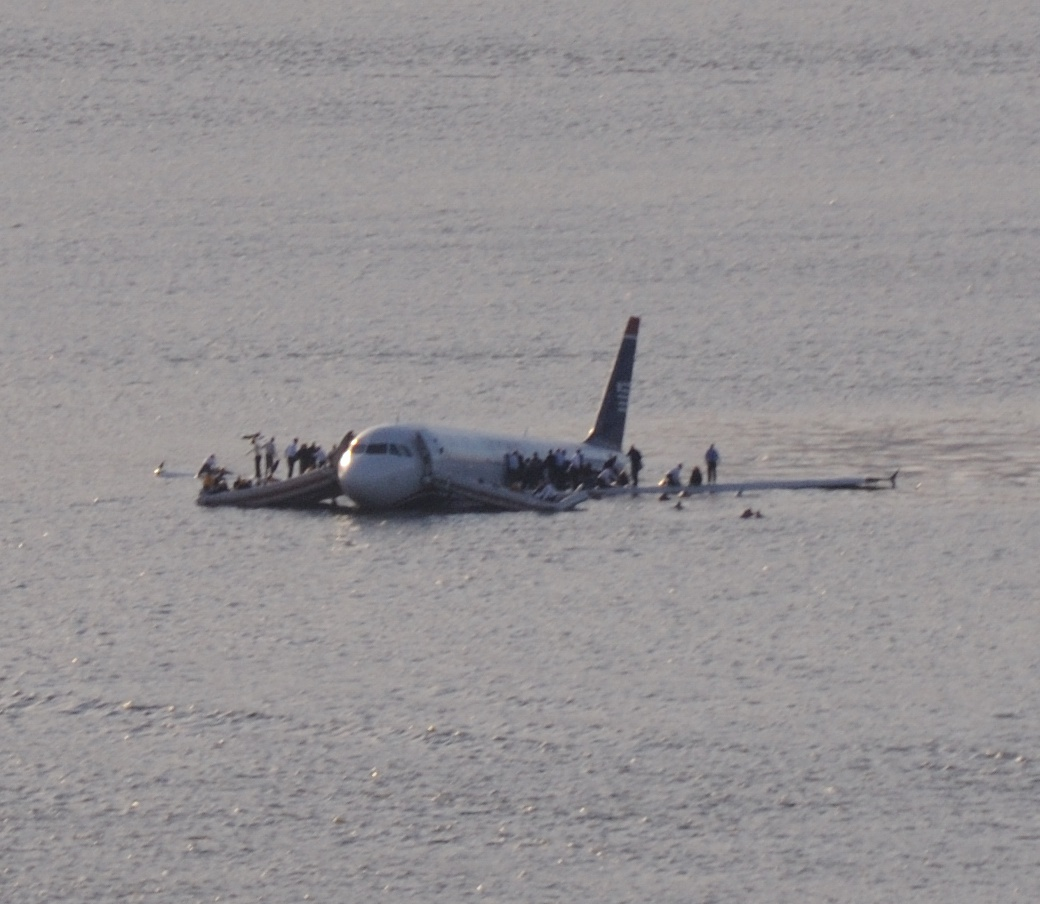
Le vol US Airways 1549 finit sa course dans le fleuve Hudson.

Un accident aérien, un écrasement, un atterrissage forcé avec dégâts, une catastrophe aérienne ou l'anglicisme crash, définissent un événement lié à l'utilisation d'un aéronef et qui entraîne la mort ou des blessures à une ou plusieurs personnes ou des dommages irréparables à la structure de l'appareil. Un événement qui met en cause la sécurité des vols sans conséquences sérieuses est considéré comme incident aérien. La cause peut en être purement accidentelle ou relever d'une action volontaire (suicide, sabotage, détournement ou terrorisme).
Les États peuvent établir une autorité chargée d'assurer la sécurité des vols et les enquêtes en cas d'accident. Ces agences, ainsi que quelques organismes non gouvernementaux, maintiennent des bases de données dont l'objectif est de faire progresser la sécurité.
L'élaboration de statistiques regroupant les accidents aériens en fonction de divers critères permet de sensibiliser les constructeurs, les exploitants, les équipages, les contrôleurs aériens, les services de maintenance, en identifiant les causes primaires ou secondaires des accidents.
Plusieurs éléments peuvent contribuer à un accident, comme des défauts de fonctionnement, des conditions météorologiques difficiles ou des collisions (au sol ou en plein vol).
Entre le 1er janvier 2010 et le 6 août 2014, il y aurait eu près de 3 500 morts sur un total de 5 milliards de passagers[source insuffisante].

## Définitions
L'Organisation de l'aviation civile internationale (OACI) distingue ainsi les accidents et les incidents :

### Accident aérien
Un accident aérien est un événement, lié à l'utilisation d'un aéronef, qui se produit entre le moment où une personne monte à bord avec l'intention d'effectuer un vol et le moment où toutes les personnes, qui sont montées dans cette intention, sont descendues, et au cours duquel :
- une personne est mortellement ou grièvement blessée du fait qu'elle se trouve : dans l'aéronef, ou en contact direct avec une partie quelconque de l'aéronef, y compris les parties qui s'en sont détachées, ou directement exposée au souffle des réacteurs, sauf s'il s'agit des lésions dues à des causes naturelles, de blessures infligées à la personne par elle-même ou par d'autres ou de blessures subies par un passager clandestin caché hors des zones auxquelles les passagers et l'équipage ont normalement accès ;
- ou l'aéronef subit des dommages ou une rupture structurelle, qui altèrent ses caractéristiques de résistance structurelle, de performances ou de vol, et qui devraient normalement nécessiter une réparation importante ou le remplacement de l'élément endommagé, sauf s'il s'agit d'une panne de moteur ou d'avarie de moteur lorsque des dommages sont limités au moteur, à ses capotages ou à ses accessoires, ou encore de dommages limités aux hélices, aux extrémités d'ailes, aux antennes, aux pneumatiques, aux freins, aux carénages ou à de petites entailles ou perforations du revêtement ;
- ou l'aéronef a disparu ou est totalement inaccessible.

### Incident aérien
Un incident aérien est un événement autre qu'un accident, lié à l'utilisation d'un aéronef qui compromet ou pourrait compromettre la sécurité de l'exploitation.
L'objectif de l'OACI est la recommandation de processus d'analyse des accidents pour en rechercher les causes et en déduire des actions permettant d'améliorer la sécurité. Le rapport d'accident établit la cause primaire et, souvent, l'enchaînement de causes secondaires qui ont participé à la constitution du problème. Ces conclusions intéressent les constructeurs et équipementiers, les compagnies aériennes ou les exploitants, les équipages, les contrôleurs de la navigation et les services de maintenance. La détermination des responsabilités n'entre pas dans le champ des investigations.
Les définitions de l'OACI et les statistiques qui en découlent concernent les aéronefs motorisés utilisés par des organismes ou des compagnies civiles. Les États qui se basent sur les recommandations de l'OACI pour établir une agence d'enquête peuvent toutefois étendre le domaine de compétence aux accidents d'aéronefs sans moteur, aux aéronefs sans pilote à bord et aux utilisations militaires en excluant toutefois les cas liés aux actions de belligérants.
Le terme « catastrophe » ne figure pas dans les textes officiels, mais apparaît dans les médias lorsque l'accident concerne le transport aérien commercial de passagers. La notion de « catastrophe » évolue aussi en relation avec l'augmentation du trafic et l'accroissement de la taille des avions.
L'aviation générale et, en particulier, l'aviation légère génère bien plus d'accidents que le transport aérien, mais ils font rarement l'objet de médiatisation à l'échelle nationale. Les accidents aériens liés aux activités militaires, entraînement et missions hors conflits, font rarement l'objet d'un rapport rendu public qui pourrait révéler des informations classifiées.

### Crash

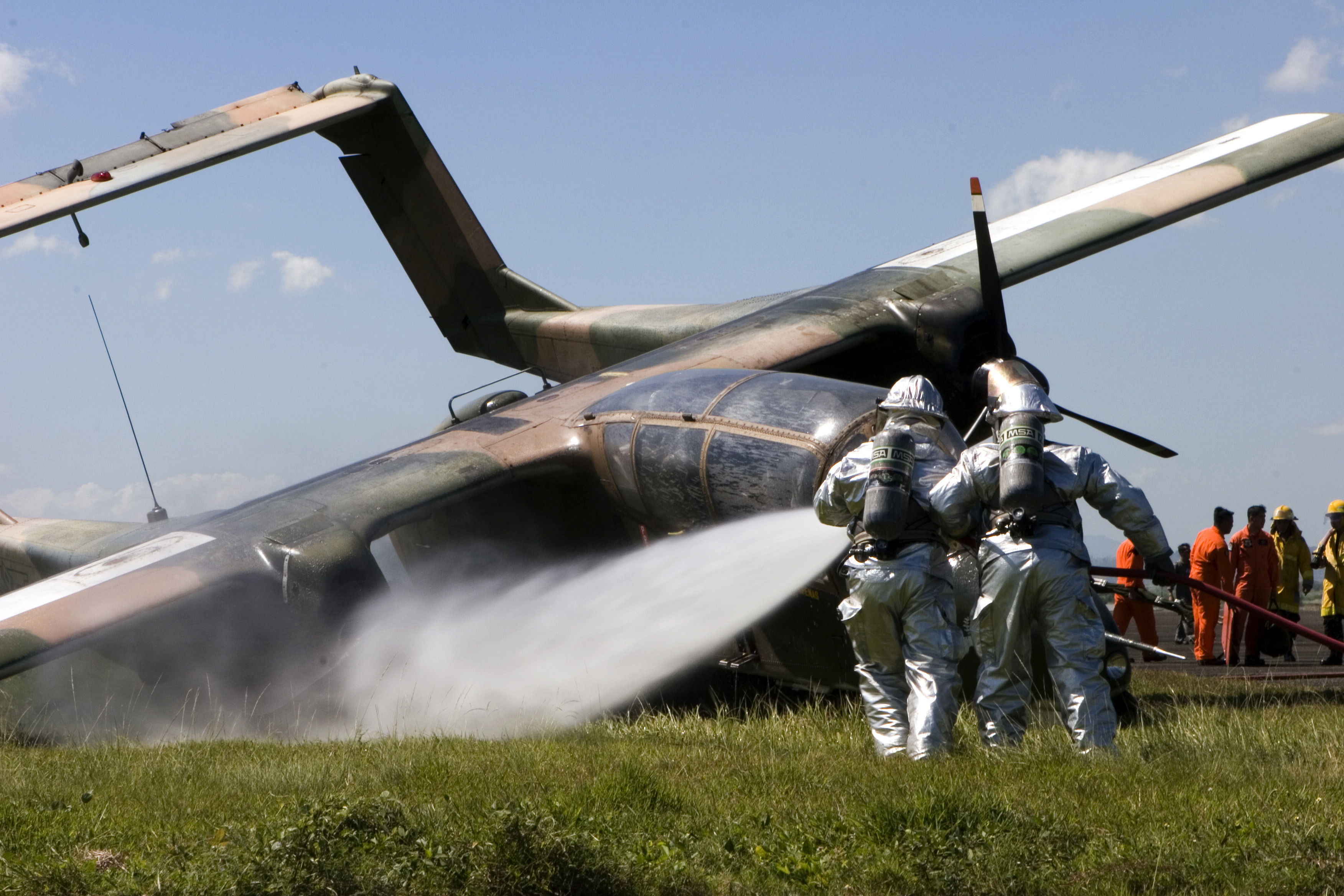
Pompiers opérant sur un OV-10 A de la Philippine Air Force après un écrasement en 2006.

Un « crash » désigne spécifiquement l'accident d'un aéronef qui percute violemment le sol ou qui s'abîme en mer (à la différence d'une collision aérienne ou d'une explosion en vol). Au Canada, ainsi que dans la terminologie officielle française, on parle plutôt d'« écrasement [d'avion] ».

## Typologie des accidents
Les enquêtes sur les accidents d'avion ont pour objectif d'améliorer la sécurité des vols. Un accident n'a que rarement une cause unique. Les comptes-rendus non officiels ou les bases de données compilant les accidents identifient le plus souvent une cause déterminante, mais le rapport du bureau d'enquête recherche les causes qui génèrent ou participent à la cause déterminante ainsi que les erreurs de perception ou d'action qui n'ont pas permis les corrections ou palliatifs. Le rapport est utilisé par les Services officiels pour modifier les normes et par les constructeurs, exploitants, équipages, service du contrôle aérien et ateliers de maintenance pour modifier les procédures. En principe, le rapport du bureau d'enquête ne détermine pas les responsabilités, mais il est un élément essentiel pour les actions en justice éventuelles.
Un accident n'a que rarement une cause unique, il résulte d'une série d'incidents, qui, pris séparément, pourraient être sans conséquence grave. Ainsi, lorsque les forces aériennes de l'Union soviétique détruisent en vol le Boeing 747 du vol 007 de la Korean Airlines qui pénètre dans leur espace aérien, l'origine de la catastrophe est facilement identifiable : destruction de la cellule par un missile. Toutefois, dans un deuxième temps, l'analyse montre que la présence de l'avion dans une zone interdite était probablement due à une erreur de navigation qui pouvait avoir, elle-même, plusieurs origines : erreur humaine ou dysfonctionnement de l'instrument. Par ailleurs, les procédures de communication entre l'avion et le contrôle aérien local n'ont pas fonctionné correctement, etc.
D'après des statistiques américaines, les erreurs de pilotage représentent un peu plus de la moitié des causes primaires des accidents aériens dans le domaine des vols commerciaux (hors domaine militaire et petits avions), et cette proportion tend à augmenter à la suite en particulier de l'amélioration de la fiabilité du matériel.
Les statistiques démontrent qu'il y a de bonnes chances de survie dans les accidents au sol. La destruction de l'avion peut avoir lieu après la mort de l'équipage et des passagers. En cas de panne généralisée du circuit de pressurisation, on a pu voir des avions continuer à voler en mode automatique pendant plusieurs heures et percuter le sol après épuisement du carburant.

### Rupture d'un élément
L'origine potentielle est un défaut de conception ou de construction aboutissant à un sous-dimensionnement d'un élément par rapport aux efforts réels qu'il subit ; les conséquences sont immédiates et irréversibles.

#### Perte ou déformation importante d'un élément de la structure
Un Boeing 747 de la compagnie nippone Japan Airlines effectue le vol JL123 du 12 août 1985 entre Tokyo et Osaka. La rupture de la cloison à l'arrière de l'appareil et la soudaine décompression entraînent la perte de la dérive. L'accident fait 520 victimes (et 4 rescapés). C'est le plus grave accident aérien n'impliquant qu'un seul avion.

#### Dépressurisation explosive
Sur un aéronef pressurisé, la chute instantanée de la pression due à la perte d'un hublot, à l'ouverture d'une porte ou d'une trappe, peut entraîner la rupture du fuselage, du plancher, de circuits ou de commandes.
Un McDonnell Douglas DC-10 de la compagnie turque Turkish Airlines effectue le vol TK981 du 3 mars 1974 entre Paris et Londres. L'ouverture d'une porte de soute entraîne une décompression explosive. La différence de pression entre la cabine et la soute provoque la rupture du plancher, ce qui endommage les câbles des commandes de vol, rendant l'appareil incontrôlable. L'accident fait 346 victimes, passagers et membres d'équipage.

#### Perte d'un moteur, d'une hélice, éclatement du compresseur ou de la turbine d'un réacteur
Un McDonnell Douglas DC-10 de la compagnie américaine American Airlines effectue le vol AA191 du 25 mai 1979 entre Chicago et Los Angeles. Le réacteur situé sous l'aile gauche de l'appareil se détache au décollage. L'accident fait 273 victimes dont 2 au sol.

#### Éclatement d'un pneu après rétraction du train
La température des disques de frein ou du pneu peut entraîner une élévation de la pression.
Un Lockheed L-1011 de la compagnie saoudienne Saudi Arabian Airlines effectue le vol SV162 du 22 décembre 1980 entre Dharan et Karachi. L'éclatement d'un pneu fait un trou dans la carlingue et deux passagers sont éjectés. L'avion se pose en urgence à Doha.

#### Rupture d'arrimage de la cargaison
Le 7 août 1997, le vol 101 de Fine Air s'écrase juste après son décollage de l'aéroport de Miami, tuant les 4 personnes à bord et une personne au sol. L'enquête déterminera que des erreurs lors du chargement du fret, qui était mal arrimé à bord, ont causé l'accident.
Un Boeing 747 de la National Airlines effectue le Vol 102 le 29 avril 2013. Lors de son décollage de la base militaire de Bagram, sa cargaison, des véhicules militaires, se décroche à la suite d'un mauvais calcul d'arrimage. L'accident cause la mort des 7 membres d'équipage à bord.

### Défaut de fonctionnement d'un élément
L'origine potentielle est un défaut de maintenance ; les conséquences sont souvent indirectes et l'accident est dû à une accumulation de causes.

#### Défaut de fonctionnement des commandes
Le 4 juillet 1943 le Liberator II du général Władysław Sikorski, commandant en chef de l'armée polonaise et le premier ministre du gouvernement polonais en exil, s’écrase au large de Gibraltar presque immédiatement après le décollage. Le pilote de l'avion est le seul survivant.
Un Boeing 737 de la compagnie américaine United Airlines effectue le vol UA 585 du 3 mars 1991 entre Denver et Colorado Springs. Le pilote perd le contrôle de l'appareil en raison de l'inversion des commandes du gouvernail. Cette inversion serait due à un dépassement des butées du servo-moteur de commande. L'avion s'écrase en entraînant la mort des trente passagers et membres d'équipage.

#### Défaillance des servitudes électriques, hydrauliques ou de la pressurisation
L'absence d'énergie électrique ou hydraulique se répercute sur le fonctionnement des autres servitudes ; un défaut de pressurisation peut entraîner une défaillance de l'équipage.
Un Boeing 737 de la compagnie chypriote Helios Airways effectue le vol ZU522 du 14 août 2005 entre Larnaca et Athènes. L'arrêt de la pressurisation entraîne le décès de l'équipage ; l'avion poursuit son vol grâce au pilote automatique et s'écrase après épuisement du carburant. L'accident fait 115 victimes.

#### Incendie ou fumée
Le 2 septembre 1998, un tri-réacteur MD11 de la compagnie suisse Swissair s'écrase en mer à la suite d'un incendie probablement causé par le système de divertissement des passagers. Le bilan est de 229 morts. La catastrophe met en cause les systèmes de lutte contre l'incendie à bord, mais aussi les risques liés à des systèmes non indispensables au vol.

#### Défaut de réglage, de lecture ou dysfonctionnement des instruments de bord
Le vol AF447 du 31 mai 2009 exploité par la compagnie Air France entre l'aéroport international Antônio Carlos Jobim de Rio de Janeiro et l'aéroport de Roissy-Charles-de-Gaulle en région parisienne, s'est abîmé dans l'Atlantique le 1er juin 2009. Le vol était assuré par un Airbus A330-200 qui transportait 228 personnes, dont 12 membres d’équipage. La cause probable est un dysfonctionnement du système d'anémométrie de l'appareil.
Le 6 juin 1992, un Boeing 737-200 s'écrase dans la jungle au Panama, dans une zone isolée de toute part. 47 personnes sont tuées dans l'accident. L'enquête déterminera qu'après une défaillance d'un instrument de bord, les pilotes ont été incapables de lire les informations de bord, et de sélectionner une source fiable d'information. En pleine nuit, les pilotes, subissant une désorientation spatiale, ont perdu le contrôle de l'appareil.

#### Panne de carburant
Le vol Tuninter 1153, un ATR 72, effectue un amerrissage d'urgence le 6 août 2005 au large de la Sicile (mer Méditerranée) après l'arrêt des turbopropulseurs dû à l'épuisement du carburant. Seize des trente-neuf passagers meurent dans l'accident.
Le vol Air Transat 236 de la compagnie canadienne Air Transat entre Toronto et Lisbonne assuré par un Airbus A330 le 24 août 2001, s'est retrouvé en panne de kérosène au-dessus de l'océan Atlantique avec 306 personnes à bord. Le pilote Robert Piché, aidé de son copilote Dirk de Jager, a réussi à poser l'appareil sur une piste d'atterrissage aux Açores avec les deux moteurs arrêtés et après un vol plané de 19 minutes pour une distance de 120 km. Les 293 passagers et 13 membres d'équipage ont été sauvés, seuls 18 d'entre eux ont été légèrement blessés lors de l'évacuation d'urgence.

#### Pollution du carburant
Utilisation de carburants non certifiés ou dont les caractéristiques ont été détériorées pendant le stockage.
Le vol 780 Cathay Pacific, un A330-300, effectue un atterrissage d'urgence le 13 avril 2010 à l'Aéroport international de Hong Kong, par suite de l'incapacité de l'équipage de modifier la poussée des réacteurs lors de l'approche. Le carburant contaminé a endommagé les deux réacteurs tout au long du vol. À la suite de l'évacuation, cinquante-sept passagers ont été blessés lors de la descente des toboggans, dont un grièvement.

#### Défaillance de l'équipage
Malaise ou incapacité.

### Météorologie
L'origine potentielle est extérieure à l'aéronef et résulte d'une information ou d'une préparation insuffisante.

#### Accumulation de neige ou de glace
La présence de neige ou de glace sur la structure alourdit l'aéronef et modifie le profil des éléments sustentateurs entraînant une augmentation de la traînée et une diminution de la portance. L'obturation des entrées d'air sur les moteurs peut entraîner leur arrêt. L'obturation du tube Pitot prive le pilote d'une information essentielle au pilotage.
Le 13 janvier 1982, le vol 90 Air Florida percute un pont puis s'écrase sur le Potomac gelé peu après son décollage de l'aéroport de Washington. Les conditions givrantes particulièrement extrêmes avaient conduit à la fermeture de l'aéroport. Lorsqu'il rouvre, les délais d'attente sont très longs et les pilotes dégivrent rapidement l'appareil, mais oublient d'activer le dégivrage des moteurs, qui ne délivrent pas suffisamment de puissance pour prendre de l'altitude et le Boeing 737 finit par décrocher. 74 des 79 occupants de l'avion périssent dans l'accident, ainsi que 4 personnes sur le pont.

#### Impact avec la grêle

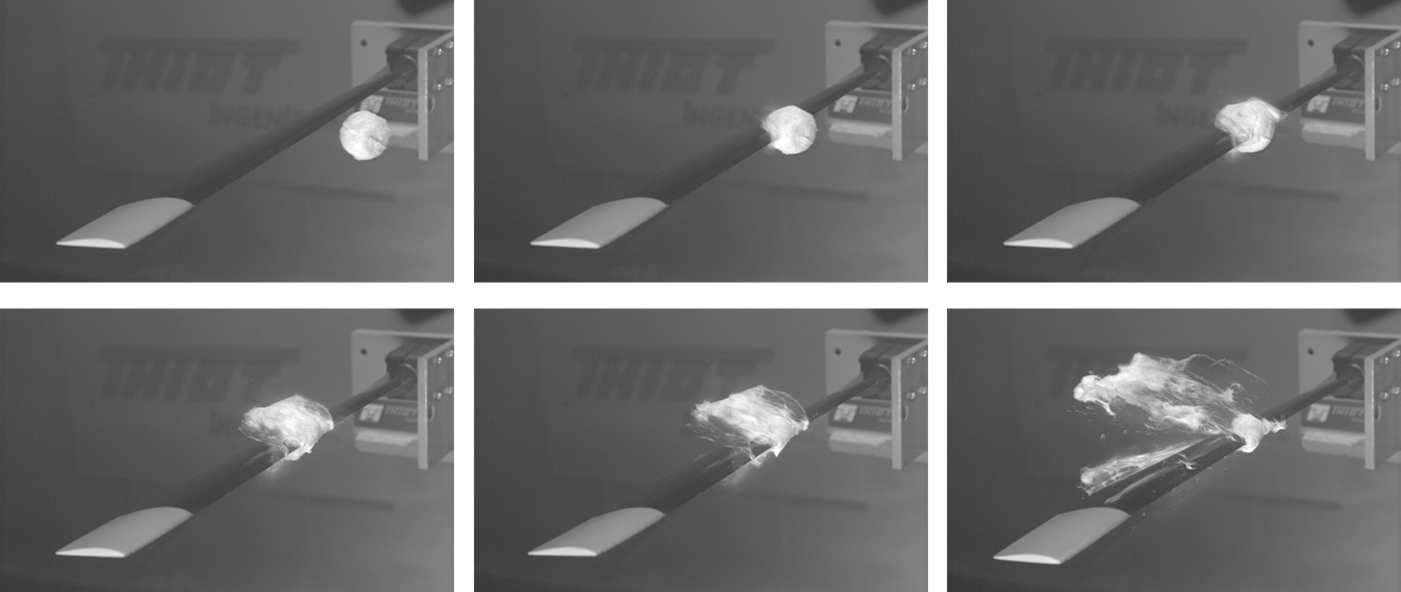
Cette série de photos capturée grâce à une caméra rapide représente un test d'impact de grêlon sur une hélice réalisé par Thiot Ingénierie.

Le 4 avril 1977, un DC-9 assurant le vol 242 de Southern Airways entre Muscle Shoals en Alabama et Atlanta, via Huntsville aux États-Unis s'écrase après avoir traversé un orage de grêle.
En 2003, un B767 d'Air Canada traverse un orage de grêle au-dessus du Mont-Blanc après son décollage de Lyon-Saint-Éxupéry.

#### Foudroiement
Entraîne des dysfonctionnements des instruments de bord.
Le 8 décembre 1963, le Boeing 707 assurant le vol 214 de la Pan Am entre Baltimore et Philadelphie s'écrase près de Elkton (Maryland) après avoir été frappé par la foudre. Les 81 passagers et membres d'équipage sont tués.

#### Aquaplanage
Aquaplanage au décollage ou à l'atterrissage. En mai 2005, un BAe 146 s'écrase à Stokkesen-Stord après avoir dérapé sur la piste et être sorti de cette dernière. L'accident est dû à de l'hydroplanage par dévulcanisation (le BAe 146 n'étant pas équipé d'Anti-Skid, les pilotes enclenchent les freins de secours car les spoilers ne fonctionnaient pas. L'appareil dérape sur la piste humide et s'écrase dans une forêt en bout de piste).

#### Cisaillement de vent
Le phénomène du cisaillement peut provoquer des accidents lors du décollage ou de l'atterrissage.

### Collision

#### Collision avec un oiseau ou ingestion d'oiseau par un moteur
Le vol 1549 US Airways est un vol de la compagnie aérienne américaine US Airways sur lequel un accident aérien a lieu le 15 janvier 2009 au-dessus de la ville de New York, aux États-Unis. L'Airbus A320 piloté par le commandant Chesley Sullenberger et son copilote Jeffrey Skyles, après avoir décollé de l'aéroport international de LaGuardia, percute un groupe de bernaches du Canada ce qui provoque la perte de puissance des réacteurs et oblige l'avion à faire un amerrissage d'urgence dans le fleuve Hudson, face à Manhattan six minutes après son décollage. L'accident n'a fait aucune victime, mais l'appareil est hors d'usage et repose maintenant au Carolinas Aviation Museum.

#### Collision avec un autre aéronef au sol ou en vol
Le dimanche 27 mars 1977, un Boeing 747 de la compagnie néerlandaise KLM percute au décollage un autre Boeing 747 de la compagnie américaine PanAm sur l'aéroport de Tenerife, faisant 583 victimes. Cette catastrophe est liée à un enchaînement d'incidents : déroutement vers un petit aéroport régional de nombreux vols, brouillard, surcharge de l'aéroport, absence de radar au sol, stress des équipages et de la tour de contrôle, ambiguïté de l'anglais (langue de l'aviation civile internationale depuis 1951). Cette catastrophe est à ce jour la plus meurtrière de l'histoire aéronautique, où seuls des avions sont impliqués.
Le 5 mars 1973, un Douglas DC9 d'Iberia, vol IB504, et un Convair 990 Coronado de Spantax sont entrés en collision à 25 km au sud de la balise de Nantes (France). L'accident a fait 68 morts, équipage et passagers du DC9. Le Coronado s'est posé à Cognac. Les contrôleurs civils étant en grève, le trafic aérien était contrôlé par les militaires (Plan Clément Marot).

#### Objet sur la piste
Lors de la phase de décollage ; par exemple le Falcon 50 du PDG de Total percute un chasse-neige lors du décollage de l'Aéroport international de Vnoukovo en 2014. Le crash du Concorde a pour origine une pièce métallique sur laquelle l'avion a roulé lors du décollage.
Lors de la phase d'atterrissage ; par exemple le vol 2605 Western Airlines a essayé de se poser sur une piste en travaux de l'aéroport international de Mexico en 1979, parallèle à la piste sur laquelle il devait se poser, et a percuté un camion avant de s'écraser contre un immeuble.

#### Collision avec le sol

##### Impact sans perte de contrôle
Un Impact sans perte de contrôle (CFIT) est un accident dans lequel un aéronef percute le sol, la surface de l'eau ou un obstacle sans que le pilote aux commandes en ait perdu le contrôle. Bien qu'un problème mécanique puisse être à l'origine d'un CFIT, l'erreur de pilotage est le facteur le plus commun

##### Suicide du pilote
Accidents résultant d'une action volontaire de la personne aux commandes dans le but mettre fin à sa vie et à celles d'autres éventuels passagers ou personnes au sol.

#### Impact sur l'eau
Cas particulier des hydravions à l'atterrissage ; de nombreux aérodromes ont une entrée de piste proche d'un plan d'eau et un atterrissage « court » peut se terminer dans l'eau.

#### Sortie de piste
Le 20 août 2008, un MD-82 de la compagnie espagnole Spanair sort de piste et percute le sol alors qu'il était en phase de décollage pour rallier Las Palmas, dans l'archipel espagnol des Canaries. Chargé de kérosène, il prend feu vers 14 h 45 (12 h 45 GMT). Au total, 153 personnes sont tuées et 19 blessées. Il semblerait qu'une défaillance du système avertissant que les volets sont rentrés, couplée au fait que les volets ne pouvaient plus sortir, soit la cause de l'accident.

### Composante externe
L'aéronef est en état de voler, les pilotes et tous les systèmes sont opérationnels jusqu'au moment de l'impact.

#### Conséquence de l'accident d'un tiers
Un Concorde, le vol 4590 d’Air France du 25 juillet 2000 s’écrase à quelques kilomètres de l'aéroport Charles-de-Gaulle tuant ses 109 passagers et membres d’équipage ainsi que quatre personnes au sol. L'accident est dû à l'impact avec une pièce métallique détachée d'un vol précédent qui a entraîné un incendie moteur.

#### Attentat terroriste, sabotage, détournement
Catastrophe aérienne terroriste la plus grave : le 11 septembre 2001, quatre avions d'American Airlines et United Airlines, détournés dans le cadre d'un attentat suicide, se sont écrasés, deux contre les tours du World Trade Center à New York, un contre le Pentagone à Washington et le dernier s'écrase prématurément en Pennsylvanie, alors qu'il devait s'abattre sur le Capitole. Cette catastrophe a officiellement fait 2 752 morts (dans les avions, les gratte-ciel et au sol). Elle met en cause la gestion de l'administration américaine, les systèmes de sécurité et de fouille des passagers.

#### Interception aérienne
Le 1er juin 1943, un Douglas DC-3 de la BOAC, est attaqué par huit chasseurs-bombardiers à long rayon d'action allemands Junkers Ju 88C-6, au large de la côte Française dans le golfe de Gascogne, entraînant la mort des 17 personnes à bord parmi lesquels l'acteur Leslie Howard.
Le 1er septembre 1983, un Boeing 747 de la compagnie coréenne Korean Airlines, en provenance d'Anchorage (Alaska), et se rendant à Séoul, est détruit en vol par la défense aérienne de l'Union soviétique.
Le 3 juillet 1988, un Airbus A300 de la compagnie Iran Air, en provenance Bandar Abbas (Iran), et se rendant à Dubaï, est détruit en vol par un tir de missile provenant du croiseur américain USS Vincennes de la marine de guerre des États-Unis.

#### Erreur du contrôle aérien
Le 10 septembre 1976, un DC-9 d'Adria Airways entra en collision avec le vol 476 British Airways, un Trident HS 121 au-dessus de Zagreb à cause d'instructions erronées d'un contrôleur aérien, qui a échangé en Croate avec l'équipage du DC-9 et lui a fourni une mauvaise altitude, entraînant la collision.

#### Cendres volcaniques
Les quatre moteurs d'un Boeing 747 s'arrêtent alors qu'il survole l'Indonésie et se retrouve dans le nuage de cendres rejeté par l'éruption du Galunggung. En perdant de l'altitude, l'avion sort du nuage et a pu redémarrer progressivement ses moteurs, puis se poser aux instruments à Jakarta, le pare-brise étant rendu opaque par l'abrasion. Il n'y a pas eu de victimes.

## Réponses à un accident aérien

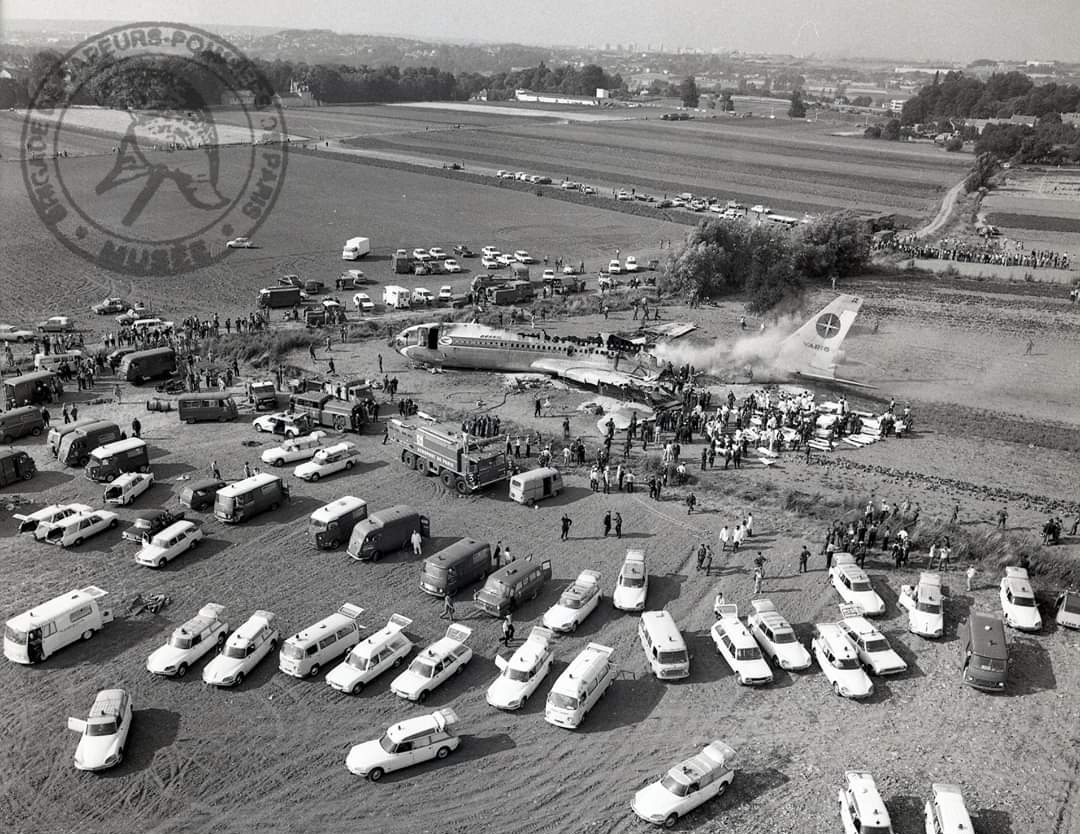
Vue aérienne du site de l’accident du vol 820 Varig et moyens de secours déployés le 11 juillet 1973 dont des ambulances et des camions-pompes de la brigade de sapeurs-pompiers de Paris.

Dans un premier temps, les secours se portent sur les lieux pour essayer de trouver des survivants. Le plus souvent, ils ont été alertés par le contrôle aérien qui a été témoin de l'événement, mais pas toujours. Les secours mettent en général en place un plan d'urgence spécifique (plan SATER en France) prenant en compte les difficultés particulières et le grand nombre de victimes (en général toutes décédées).
Le plus tôt possible, un ou plusieurs organismes d'enquête se portent sur les lieux pour :
- rechercher la ou les boîtes noires ;
- analyser les éléments d'information disponibles et enquêter sur les causes de la catastrophe.

Quasi-systématiquement, les enquêteurs appartiennent à trois grandes catégories :
- le bureau d'enquête local (pour la France, le Bureau d'enquêtes et d'analyses (BEA) du ministère des Transports), pour le Canada, le Bureau de la sécurité des transports (BST), pour les États-Unis, le Conseil National de la Sécurité des Transports (National Transportation Safety Board, NTSB) organisme indépendant du gouvernement américain.
- le bureau d'enquête d'un ou plusieurs pays concernés (par exemple, le BEA quand le vol provenait de France ou revenait en France et s'est écrasé dans un pays tiers). Dans ce cas, le bureau local reste maître de l'enquête ;
- la division « gestion des accidents » soit de la compagnie aérienne soit du constructeur aérien concerné soit d'une ou plusieurs compagnies d'assurance. Ces organismes sont systématiquement intéressés à disposer du maximum d'informations prises à la source et apportent des compétences techniques mises au service du bureau d'enquête local.

La compagnie aérienne et les autorités civiles du lieu de la catastrophe organisent l'accueil et l'information des parents de victimes (ou des victimes supposées). Cela est aujourd'hui généralement fait avec l'aide de psychologues rodés aux situations de choc extrême que représente l'annonce de la disparition brutale d'un parent ou d'un ami.
Les résultats de l'enquête (qui peut prendre plusieurs mois ou plusieurs années) sont ensuite exploités dans plusieurs directions :
- indemnisation des victimes par les assurances et recherche des responsabilités ;
- correction éventuelle de défauts inhérents aux avions en cause ;
- correction éventuelle de défauts des procédures utilisées.

Si la catastrophe s'est produite dans un temps assez reculé (quelques décennies), des organismes archéologiques peuvent tenter de rechercher l'épave, notamment si l'appareil s'est abîmé en mer. Exemple : TIGHAR.

### Indemnisations
Tous les cas de figures sont possibles selon le pays d'origine des victimes, leur situation économique, les lois du pays où le jugement est rendu, bien que la Convention de Varsovie permette une certaine harmonisation dans la recherche des responsabilités.

#### France
En dehors des contrats d'assurance, dans l'évaluation des indemnités, le droit français distingue :
- le préjudice moral : le barème appliqué lors du crash du mont Sainte-Odile en 1992 faisant jurisprudence. Par exemple, pour la disparition de son père, un enfant touche 30 000 euros.
- le préjudice matériel, dont l'évaluation se fait en fonction des revenus du parent disparu et du préjudice économique subi par la famille, qui peut être bien supérieur au préjudice moral. Dans le cas du crash du mont Sainte-Odile, les montants pouvaient être de l'ordre de dizaines de milliers d'euros. En revanche, la moyenne des indemnités des victimes du crash du Concorde en 2000 ont reçu en moyenne plus d'un million d'euros. Dans le cas du vol 447 Air France qui transportait autant des touristes que des cadres dirigeants, venant de pays aux niveaux de vie éloignés, on devrait assister à de très grandes différences dans les indemnisations.

Dans certains cas, les ayants droit des victimes peuvent recevoir une provision d'indemnisation avant le résultat des poursuites pénales.

## Historique et statistiques

### Historique
À partir du moment où l'homme a tenté de voler, il était inévitable que se produisent des accidents. Ainsi, l'un des premiers aérostiers Jean-François Pilâtre de Rozier s'écrase près de Boulogne-sur-Mer avec son ballon mixte en tentant la traversée de la Manche le 15 juin 1785. Otto Lilienthal, inventeur et expérimentateur des premiers planeurs meurt lors de son 2 500e vol le 10 août 1896. Le lieutenant Thomas Selfridge est le premier passager victime d'un accident d'avion le 17 septembre 1908, quand, à Fort Myer (en Virginie), le Wright Flyer III des frères Wright s'écrase.
Le 13 mai 1912, un monoplan Flanders s'écrase (en) s'écrase à Brooklands, dans le Surrey. Le pilote et le passager sont tués. Une enquête est menée par le Royal Aero Club, qui émet le premier rapport d'accident jamais diffusé dans l'histoire de l'aviation.
La première catastrophe aérienne, accident impliquant des avions assurant le transport de passagers à titre commercial, se produit le 7 avril 1922 avec la collision en vol de deux appareils, un Farman F.60 Goliath de la compagnie des grands express aériens et un de Havilland DH.18 de Daimler Airway (en) , assurant des liaisons entre Londres et Paris. L'augmentation du trafic aérien et, corollairement, celle de la taille des avions engendrent des accidents où le nombre de victimes est de plus en plus important. La collision entre un Lockheed Constellation et un Douglas DC-7 en Arizona le 30 juin 1956 serait la première catastrophe où le nombre de victimes serait supérieur à 100.
Les années 1950 marquent un tournant, avec l'apparition des avions à réaction, plus fiables et faciles à piloter[évasif] que les avions avec un moteur à pistons. Durant les deux décennies suivantes, le nombre d'accidents liés à des pannes mécaniques ou aux mauvaises conditions météorologiques diminue beaucoup. En parallèle, les voyages aériens, liés au tourisme de masse, explosent. Depuis les années 1970, si le nombre d'accidents est faible, il est la plupart du temps imputé aux pilotes[Par qui ?]. Cela a amené à une remise en cause de la toute puissance des pilotes dans le cockpit, comportement qui évolue dans les années 1990 avec le départ à la retraite des pilotes de l'ancienne génération.
Pendant les vingt années suivantes, 1957-1977, on compte 47 catastrophes entraînant individuellement plus de 100 décès. Seules quatre d'entre elles impliquent la collision entre deux appareils et, parmi elles, la Catastrophe de Tenerife.
En 2010, il y a eu 49 catastrophes aériennes civiles qui ont coûté la vie à 829 personnes, soit 8 % de plus qu'en 2009. Historiquement, le plus grand nombre d'accidents d'avion fut sur la ligne Paris-Édimbourg, on en dénombrait 26 en tout en 2011. Les compagnies des pays en voie de développement ont eu le plus d'accidents.

### Les accidents les plus meurtriers du transport aérien commercial de passagers
| Décès/à bord | Identification                                   | Cause primaire/secondaire         |
| ------------ | ------------------------------------------------ | --------------------------------- |
| 583/644      | Catastrophe de Tenerife (Espagne, 1977)          | Collision au sol / Brouillard     |
| 520/524      | Vol 123 Japan Airlines (Japon, 1985)             | Perte des servitudes hydrauliques |
| 347/tous     | Collision aérienne de Charkhi Dadri (Inde, 1996) | Collision en vol                  |
| 346/tous     | Vol 981 Turkish Airlines (France, 1974)          | Ouverture de la soute             |
| 329/tous     | Vol 182 Air India (Océan Atlantique, 1985)       | Terrorisme                        |
| 301/tous     | Vol 163 Saudia (Arabie saoudite, 1980)           | Incendie                          |
| 298/tous     | Vol 17 Malaysia Airlines (Ukraine, 2014)         | Interception par missile          |
| 298/inconnu  | Catastrophe de Kinshasa (RDC, 1996)              | Surpoids                          |
| 290/tous     | Vol 655 Iran Air (Golfe persique, 1988)          | Interception par missile          |
| 273/271      | Vol 191 American Airlines (USA, 1979)            | Perte d'un moteur                 |

1. Cette liste ne tient pas compte des attentats du 11 septembre résultant de plusieurs attentats simultanés.
2. Le nombre de décès inclut les personnes tuées au sol et peut être supérieur au nombre de passagers et équipage.

### Statistiques
En moyenne, on déplore moins d'un accident mortel par million de vols ou, dit autrement, un accident mortel pour 2 millions d'heures de vol (la durée moyenne d'un vol étant de 2 heures). Cette valeur est stable depuis plusieurs années. Devant l'augmentation constante du trafic aérien, on peut prévoir qu'en valeur absolue le nombre d'accidents doit également augmenter.
Cependant, comme le montre l'histogramme ci-dessous,, le nombre de morts dans le monde en valeur absolue a connu une forte diminution ces dernières années, principalement en raison de l'amélioration des consignes et systèmes de sécurité.
| 1996 |  | 2758 |  |

| 1997 |  | 1779 |  |

| 1998 |  | 1714 |  |

| 1999 |  | 1130 |  |

| 2000 |  | 1567 |  |

| 2001 |  | 1535 |  |

| 2002 |  | 1399 |  |

| 2003 |  | 1224 |  |

| 2004 |  | 766 |  |

| 2005 |  | 1455 |  |

| 2006 |  | 1293 |  |

| 2007 |  | 968 |  |

| 2008 |  | 876 |  |

| 2009 |  | 569 |  |

| 2010 |  | 828 |  |

| 2011 |  | 497 |  |

| 2012 |  | 475 |  |

| 2013 |  | 453 |  |

| 2014 |  | 1320 |  |

| 2015 |  | 898 |  |

| 2016 |  | 631 |  |

| 2017 |  | 399 |  |

| 2018 |  | 621 |  |

| 2019 |  | 588 |  |

| 2020 |  | 480 |  |

| 2021 |  | 415 |  |

| 2022 |  | 357 |  |

| 2023 |  | 97 |  |

(année 2018 : décompte au 29 avril 2018)
En France, en 2009, 253 accidents aériens ont fait 90 morts et en 2010, 235 accidents aériens ont fait 74 victimes.
En 2014, la disparition du vol MH370 de Malaysia Airlines en mars, la destruction par un missile du vol MH17 de la même compagnie au-dessus de l’Ukraine et l’accident du vol AH5017 d’Air Algérie en juillet ont causé 653 morts, ce qui représente près de la moitié des décès liés à des accidents d’avion cette année.
En 2017, aucun décès n'est à déplorer en avion de ligne à réaction.
En 2018, 15 accidents aériens ont eu lieu, faisant 556 morts.
2022 est l'année la moins meurtrière dans l'histoire de l'aviation civile[réf. nécessaire].